# جويل دياز
جويل دياز (بالإسبانية: Joel Díaz)‏ مواليد 18 فبراير 1973 في ولاية ميتشواكان، المكسيك، هو ملاكم محترف مكسيكي سابق صنّف ضمن فئة وزن الوسط.

## إحصائيات
خاض خلال مسيرته 21 نزالا، فاز في 17 وتعادل في 1 وخسر في 3. فاز بالضربة القاضية في 4 نزالات.

## روابط خارجية
- جويل دياز على موقع بوكس ريك (الإنجليزية) (registration required)